# Филоксенова цистерна
Филоксенова цистерна (грч. Κινστέρνα Φιλοξένου) или цистерна 1001 стуба (тур. Binbirdirek Sarnıcı), је затворена цистерна за воду подигнута, у данашњем облику, највероватније у 6. веку и представља другу по величини (од око 500 колико је до сада пронађено) затворену цистерну у византијском Цариграду, после цистерне Базилике. Након пада Цариграда 1453. године је изгубила своју намену, касније је била коришћена у производњи свиле, да би на крају била у потпуности напуштена и претворена у ђубриште. Током процеса чишћења и рестаурације, који је трајао седам година, из ње је изнето око 700 камиона пуних ђубрета, а утврђено је и да су отвори на њеном врху, који су служили за скупљање кишнице, проширени да би су у њу лакше убацивало ђубре. Смештена је на западном крају пространог трга на коме се данас налазе Аја Софија, Хиподром, Плава џамија, цистерна Базилика и читав низ других споменика. Данас је отворена за јавност, а у њој се једно време налазила изложба слика и макета које су настале у склопу пројекта Byzantinum1200.

## Назив
Филоксенова цистерна је византијски назив који је води порекло од римског сенатора и сарадника Константина Великог (306—337) Филоксена, за кога се претпоставља да ју је подигао. Међутим, данас се не може са сигурношћу потврдити да ли је ова цистерна истоветна са Филоксеновом која се помиње у византијским изворима.
Цистерна 1001 стуба је отомански назив за цистерну, али његова етимологија није позната, пошто она има свега 224 стуба тј. 448 стубова, уколико се горњи и доњи делови рачунају засебно.

## Подаци о цистерни
Цистерна има правоугаону основу димензија 64m x 56.4m. Носећи стубови су распоређени у 16 редова са по 14 стубова у сваком, тако да их укупно има 224. Њена висина је 15 m, а сами стубови носачи су састављени од два стуба који стоје један на другом. Њена укупна запремина износи 54.000m³, док цистерна Базилика, поређења ради, има запремину од 80.000m³.
Данашњи под цистерне је новијег датума, а њена првобитна висина односно дубина се може видети на једном месту на коме се између четири стуба види њено првобитно поплочано дно. Око тог простора су данас постављени столови и тај део функционише као кафић, а на његовом дну и данас има воде.